# Asuri jezik
Asuri jezik (ashree, assur, asura, maleta; ISO 639-3: asr), jezik naroda Asuri kojim govori 16 600 ljudi (2001) u indijskim državama Jharkhand, Chhattisgarh, Maharashtra, Orissa i Zapadni Bengal.
Asurski pripada austroazijskoj porodici jezika, užoj skupini munda, podskupina mundari. Postoje dva dijalekta: brijia (birjia, koranti) i manjhi. U upotrebi su i sadri [sck] or bengalski [ben].

## Vanjske poveznice
- Ethnologue (14th)
- Ethnologue (15th)